# Егмондівське євангеліє
Егмондівське євангеліє (Evangeliarium van Egmond) — один з найстаріших збережених рукописів Нідерландів.

## Історія
Егмондівське євангеліє, що зараз зберігається в Нідерландській королівській бібліотеці в Гаазі, було створене в Реймсі між 850 та 875 роками, й близько 900 року потрапило в Нідерланди. Написане латиною і містить 218 аркушів. Розміри книги — 231х207 міліметрів. Це євангеліє має 10 мініатюр, що зображають зовнішній вигляд жителів і архітектуру Голландії IX-Х століття.
975 року Егмондовське євангеліє було передане як дар графа Голландії Дірком II і його дружини Гільдегард першому настоятелеві Егмондовського абатства, святому Адальберту при закленні фундаменту церкви абатства. З цього приводу було дадано дві нові ілюстрації. На одній з них граф та його дружина жертвують євангеліє на вівтар нової церкви, на іншій — вони розмовляють зі святим Адальбертом, покровителем абатства.
У 1571 році, у час Реформації і розгрому монастирів в Нідерландах, Егмондовське євангеліє було викрадене і доправлене в Гарлем, а потім — в Кельн. У XVII столітті книга повернулася в Утрехт, і в 1830 році була передана Єпископальною канцелярією Утрехта в Королівську національну бібліотеку Нідерландів.